# Istorija Senegala
Istorija Senegala se obično deli u nekoliko perioda, koji obuhvataju praistorijsko doba, pretkolonijalno razdoblje, kolonijalizam i savremeno doba.

## Paleolit
Najraniji dokazi o ljudskom životu nalaze se u dolini Faleme na jugoistoku.
Prisustvo čoveka u donjem paleolitu je osvedočeno otkrićem kamenih alata karakterističnih za Ašelsku kulturu, kao što su ručne sekire o kojima je izvestio Teodor Monod na vrhu Fana na poluostrvu Kap-Ver, 1938. godine, ili cepači pronađeni na jugoistoku. Nađeno je i kamenje oblikovano Levaluazijenskom tehnikom, karakteristično za srednji paleolit.
Musterijensku industriju predstavljaju uglavnom strugači koji su nađeni na poluostrvu Kap-Ver, kao i u donjim i srednjim dolinama Senegala i Faleme. Neki komadi su izričito povezani sa lovom, poput onih koji su pronađeni u Tiemasasu, u blizini Mbura, kontroverznoj lokaciji za koju neki tvrde da pripada gornjem paleolitu, dok drugi tvrde da se radi o neolitu.

## Neolit
U Senegambiji je period kada su ljudi postali lovci, ribari i proizvođači (zemljoradnici i zanatlije) dobro predstavljen i proučavan. Tada su se pojavili složeniji predmeti i keramika. Ali nedovoljno razjašnjene oblasti ostaju. Iako su karakteristike i manifestacije civilizacije iz neolita utvrđene, njihovo poreklo i odnos još uvek nisu u potpunosti definisani. Ono što se može razlikovati je:
- Iskop na rta Manuel: neolitsko ležište Manueline Dakar je otkriveno 1940. godine.[8] Bazaltne stene, uključujući ankaramit, korištene su za izradu mikrolitskih alata kao što su sekire ili renda. Ovakav alat pronađen je na ostrvima Gore i Magdalena, što ukazuje na aktivnost brodogradnje kod obližnjih ribara.
- Iskop Bel-Air: Neolitski belairski alati, obično napravljeni od kremena, prisutni su u zapadnim dinama, u blizini trenutne prestonice. Pored sekira, tesla i keramike, tu je nađena i statua, Venere Tijaroje[9]
- Iskop Kanta: potok Kanti, koji se nalazi na severu kod Kajara u donjoj dolini reke Senegal, dao je svoje ime neolitskoj industriji koja je uglavnom koristila kosti i drvo.[10] Ovaj depozit nalazi se na listi zatvorenih lokaliteta i spomenika Senegalu.[11]
- Iskop Faleme koji se nalazi na jugoistoku Senegala otkrio je neolitsku falemijsku industriju alata koja je proizvodila raznolike polirane materijale, poput peščenjak, hematita, škriljaca, kvarca i kremena. Oprema za mlevenje i posuđe iz tog doba dobro su zastupljeni na ovom lokalitetu.
- Neolitska civilizacija dolina reka Senegal i Ferlo najmanje su poznate, usled toga što nisu uvek razdvojene.

## Literatura
- Auchnie, Ailsa (1983). "The commandement indigène" in Senegal. 1919–1947. London: SOAS., 405 pages (Thèse)
- Chafer, Tony (2002). The End of Empire in French West Africa: France's Successful Decolonization. ISBN 978-1-85973-557-2.. Berg.
- Gellar, Sheldon (1982). Senegal: an African nation between Islam and the West. Boulder: Westview Press. .
- Idowu, H. Oludare. The Conseil General in Senegal, 1879–1920, Ibadan: University of Ibadan, 1970 (Thèse)
- Leland, Conley Barrows. Général Faidherbe, the Maurel and Prom Company, and French Expansion in Senegal., University of California, Los Angeles, 1974, XXI-t.1, pp. 1–519 ; t.2, pages 520–976, (thèse)
- Nelson, Harold D., et al. Area Handbook for Senegal (2nd ed. Washington: American University, 1974) full text online, 411pp;
- Robinson Jr, David Wallace. Faidherbe, Senegal and Islam., New York, Columbia University, 1965, 104 pages (thèse)
- „France: Africa: French West Africa and the Sahara: Colony of Senegal”. Statesman's Year-Book. London: Macmillan and Co. 1921. стр. 897+  — преко Internet Archive.
- Wikle, Thomas A., and Dale R. Lightfoot. „Landscapes of the Slave Trade in Senegal and The Gambia”. Focus on Geography. 57 (1). 2014. pp. 14–24.
- Michel Adanson, Histoire naturelle du Sénégal. Coquillages. Avec la relation abrégée d'un voyage fait en ce pays pendant les années 1749, 50, 51, 52 et 53, Paris, 1757, réédité partiellement sous le titre Voyage au Sénégal, présenté et annoté par Denis Reynaud et Jean Schmidt, Publications de l'Université de Saint-Étienne, 1996.
- Stanislas, chevalier de Boufflers, Lettres d'Afrique à Madame de Sabran, préface, notes et dossier de François Bessire, s. l., Babel, 1998, 453 pages (coll. Les Épistolaires)
- Marie Brantôme, Le Galant exil du marquis de Boufflers, 1786
- Jean Baptiste Léonard Durand, Voyage au Sénégal 1785–1786, Paris: Agasse, 1802.
- Georges Hardy, (1921). La mise en valeur du Sénégal de 1817 à 1854. Paris: Larose., XXXIV + 376 pages (Thèse de Lettres)
- André Charles, marquis de La Jaille, Voyage au Sénégal pendant les années 1784 et 1785, avec des notes jusqu’à l'an X par P. Labarthe, Paris, Denter,1802.
- Saugnier, Relation des voyages de Saugnier à la côte d'Afrique, au Maroc, au Sénégal, à Gorée, à Galam, publiée par Laborde, Paris: Lamy, 1799.
- René Claude Geoffroy de Villeneuve, L’Afrique ou Histoire, mœurs, usages et coutumes des Africains : le Sénégal, orné de 44 planches exécutées la plupart d'après des dessins originaux inédits faits sur les lieux, Paris: Nepveu,1814.
- Gravrand, Henry, "La Civilisation Sereer – Pangool. ISBN 978-2-7236-1055-1.", vol. 2, Les Nouvelles Editions Africaines du Senegal, 1990, pp, 9, 20 & 77, 91.
- Gravrand, Henry, "La civilisation Sereer, Vol. 1, Cosaan: les origines", Nouvelles Editions africaines. 1983.  978-2-7236-0877-0.
- University of Calgary, Dept. of Archaeology, Society of Africanist Archaeologists in America, Society of Africanist Archaeologists, Newsletter of African archaeology, Issues 47–50, Dept. of Archaeology, University of Calgary, 1997, pp. 27, 58
- Becker, Charles, "Vestiges historiques, trémoins matériels du passé clans les pays sereer", Dakar (1993), CNRS – ORS TO M
- Foltz, William J., "From French West Africa to the Mali Federation", Volume 12 of Yale studies in political science, p. 136, Yale University Press, 1965
- Diop, Cheikh Anta, Modum, Egbuna P., "Towards the African renaissance: essays in African culture & development", 1946–1960, p. 28, Karnak House. 1996.  978-0-907015-85-7.
- Coifman, Victoria Bomba, "History of the Wolof state of Jolof until 1860 including comparative data from the Wolof state of Walo", p. 276, University of Wisconsin–Madison, 1969
- Diouf, Niokhobaye. "Chronique du royaume du Sine" par suivie de Notes sur les traditions orales et les sources écrites concernant le royaume du Sine par Charles Becker et Victor Martin. Bulletin de l'Ifan, Tome 34, Série B, n° 4, 1972, p. 706
- Sarr, Alioune, "Histoire du Sine–Saloum", Introduction, bibliographie et Notes par Charles Becker, BIFAN, Tome 46, Serie B, n° 3–4, 1986–1987
- Rodolphe Alexandre,. La Révolte des tirailleurs sénégalais à Cayenne, 24–25 février 1946. ISBN 978-2-7384-3330-5., 160 pages
- Jean-Luc Angrand,. Céleste ou le temps des signares., Éditions Anne Pépin, 2006
- Boubacar Barry,. La Sénégambie du XVe au XIXe siècle. Traite négrière, Islam et conquête coloniale. ISBN 978-2-85802-670-8., Paris, L'Harmattan, 1991 (rééd.), 544 pages
- Boubacar Barry,. Le Royaume du Waalo : le Sénégal avant la Conquête. ISBN 978-2-86537-141-9., Karthala, 2000 (rééd.), 420 pages
- Abdoulaye Bathily, Les Portes de l'or : le royaume de Galam (Sénégal) de l'ère musulmane au temps des négriers (VIIIe-XVIIIe siècles), Paris: L'Harmattan, 1989.
- Claire Bernard, (1996). Les Aménagements du bassin fleuve Sénégal pendant la colonisation française (1850–1960). ISBN 978-2-284-00077-8., ANRT.
- Germaine Françoise Bocandé, L’implantation militaire française dans la région du Cap-Vert : causes, problèmes et conséquences des origines à 1900, Dakar, Université de Dakar, 1980, 112 pages (Mémoire de Maîtrise)
- Jean Boulègue, Le Grand Jolof : XIIIe-XVIe siècles, les Anciens royaumes Wolof, t. 1, Karthala, 1987, 207 pages
- Paul Bouteiller, (1995). Le Chevalier de Boufflers et le Sénégal de son temps (1785–1788), Lettres du Monde., Paris,
- Bruno A. Chavane, Villages de l'ancien Tekrour : recherches archéologiques dans la moyenne vallée du fleuve Sénégal, Karthala-CRA, 2000 (rééd.)
- Sékéné Mody Cissoko, Le Khasso face à l'empire Toucouleur et à la France dans le Haut- Sénégal 1854–1890. ISBN 978-2-7384-0133-5., Paris: L'Harmattan, 1988, 351 pages
- Catherine Clément, Afrique esclave. ISBN 978-2-911606-36-6., Agnès Vienot, 1999, 200 pages
- Cyr Descamps, (1972). Contribution à la préhistoire de l'Ouest-sénégalais. Paris: Université de Paris., 345 pages (Thèse de 3e cycle publiée en 1979, Dakar, Travaux et Documents Faculté des Lettres, 286 pages
- Falilou Diallo, (1983). Histoire du Sénégal : de la conférence de Brazzaville à la fondation du bloc démocratique sénégalais : 1944–1948. Paris: Université de Paris I., 318 pages (Thèse de 3rd cycle)
- Papa Momar Diop, (1985). Les administrateurs coloniaux au Sénégal. 1900–1914. Dakar: Université de Dakar., 107 pages (Mémoire de Maîtrise)
- Mamadou Diouf, Le Kajoor au XIXe, Karthala, 1989
- Mamadou Diouf,. Le Sénégal sous Abdou Diouf., Karthala, 1990
- Mamadou Diouf,. Une histoire du Sénégal : le modèle islamo-wolof et ses périphéries. Paris: Maisonneuve & Larose. ISBN 978-2-7068-1503-4., 250 pages
- Babacar Fall,. Le Travail forcé en Afrique Occidentale Française (1900–1946). ISBN 978-2-86537-372-7., Karthala, 2000, 336 pages
- Denys Ferrando-Durfort,. Lat Dior le résistant. Paris: Chiron. ISBN 978-2-7027-0403-5.. – 45 pages
- Jean Girard,. L'Or du Bambouk : du royaume de Gabou à la Casamance une dynamique de civilisation ouest-africaine., Genève: Georg, 1992, 347 pages
- Bernard Grosbellet,. Le. Moniteur du Sénégal et dépendances  comme sources de l'histoire du Sénégal pendant le premier gouvernement de Faidherbe (1856–1861), Dakar: Université de Dakar, 1967, 113 pages (Diplôme d'Etudes Supérieures)
- Gerti Hesseling,. Histoire politique du Sénégal: institutions, droit et société. ISBN 978-2-86537-118-1. (translation Catherine Miginiac), Karthala, 2000, 437 pages
- Abdoulaye Ly,. La Compagnie du Sénégal. ISBN 978-2-86537-406-9., Karthala, 2000, 448 pages
- Mahamadou Maiga,. Le Bassin du fleuve Sénégal – De la traite négrière au développement. ISBN 978-2-7384-3093-9., Paris, L’Harmattan, 1995, 330 pages
- Laurence Marfaing,. Évolution du commerce au Sénégal : 1820–1930. ISBN 978-2-7384-1195-2., Paris, L’Harmattan, 1991, 320 pages
- Saliou Mbaye,. Le Conseil privé du Sénégal de 1819 à 1854., Paris, Université de Paris, 1974, 431 pages (Thèse de l'École des Chartes)
- Djibril Tamsir Niane, Soundjata ou l'épopée Mandingue. ISBN 978-2-7087-0078-9., Présence africaine, 2000 (rééd.) 160 pages
- Jean-Pierre Phan,. Le Front Populaire au Sénégal (1936–1938)., Paris, Université de Paris I, 1974, 176 pages (Mémoire de Maîtrise)
- Christian Roche,. Histoire de la Casamance : Conquête et résistance 1850–1920. ISBN 978-2-86537-125-9., Karthala, 2000, 408 pages
- Christian Roche, (2001). Le Sénégal à la conquête de son indépendance, 1939–1960. Chronique de la vie politique et syndicale, de l'Empire français à l'Indépendance. Paris: Karthala., 286 pages
- Yves-Jean Saint-Martin, (1964). Une source de l'histoire coloniale du Sénégal. Les rapports de situation politique (1874–1891). Dakar: Université de Dakar., 147 pages (Diplôme d'Etudes Supérieures)
- Yves-Jean Saint-Martin, (1980). La formation territoriale de la colonie du Sénégal sous le Second Empire 1850–1871. Nantes: Université de Nantes., 2 vol. 1096 pages (Thèse d'État)
- Yves-Jean Saint-Martin,. Le Sénégal sous le Second Empire. ISBN 978-2-86537-201-0., Karthala, 2000, 680 pages
- H. Y. Sanchez-Calzadilla, A l'origine de l'expansion française, la commission des comptoirs du Sénégal, Paris: Université de Paris I, 1973 (Mémoire de Maîtrise)
- Alain Sinou,. Comptoirs et villes coloniales du Sénégal: Saint-Louis, Gorée, Dakar. ISBN 978-2-86537-393-2., Karthala, 1999, 344 pages
- Charles Uyisenga, (1978). La participation de la colonie du Sénégal à l'effort de guerre 1914–1918. Dakar: Université de Dakar., 216 pages (Mémoire de Maîtrise)
- Nicole Vaget Grangeat,. Le Chevalier de Boufflers et son temps, étude d'un échec., Paris, Nizet, 1976
- Baïla Wane, Le Conseil colonial du Sénégal, 1920–1946, Paris: Université de Paris VII, 1978, 20 pages (Diplôme d'Études Approfondies).